# Petra van Kalker
Petra van Kalker (Groningen, 1952) is beeldend kunstenaar te Groningen. Sinds 1992 werkt zij vanuit atelier INZIEN in De Hunze. Haar werk laat zich het best als poëtisch figuratief classificeren.

## Biografie
Petra van Kalker bezocht van 1971 tot 1978 de Academie Minerva te Groningen en studeerde af in de richtingen tekenen en grafiek. Direct na haar afstuderen exposeerde ze regelmatig in heel Nederland.
In 1981 richtte ze samen met Emma Smid de galerie 'Schone Schijn' op aan de Oosterweg. De galerie werd bekend door de extravagante openingen.
Midden jaren tachtig bleek een druk kunstenaarsbestaan niet te combineren met de functie van galeriehoudster. In deze tijd ontwikkelde haar werk zich naar grotere formaten en grotere, drukkere gebaren. Haar tekeningen geven mensfiguren weer in een lijn opgezet. Vaak zijn de figuren naakt. Petra onderzoekt vooral conflictsituaties. Begin jaren negentig is een rustige tijd in haar ontwikkeling. Het moederschap eist het meeste van haar creatieve aandacht op. In deze tijd wordt haar werk juist weer kleiner en rustiger. Een nieuwe inspiratiebron vormen de gedichten van Catharina van der Linden, waarmee Petra een innige band krijgt. Het beeldende werk neigt steeds meer naar een poëtisch figuratieve vormentaal.
In 1996 wordt Petra van Kalker lid van Groninger Kunstkring 'De Ploeg', waar ze de functie van secretaris vervult en coördinator is van de galerie van de Ploeg, Het Ploeghuis.
In 2001 wordt bij Petra de ziekte van Parkinson geconstateerd. Deze lichamelijke handicap heeft grote implicaties voor haar werkwijze. Van tekeningen gaat Petra steeds meer in gemengde technieken werken, bijvoorbeeld met sjablonen, stempels, krastechniek. Vooral het gebruik van meerdere lagen geven haar werk een verrassende diepgang. Uitgangspunt blijven nog steeds: gedichten en tekstflarden.
In 2006 verlaat Van Kalker de Groninger Kunstkring 'De Ploeg' en zij raakt betrokken bij Stichting de Algehele Aanraking en Forma Aktua Pinakotheek. 
Werk van Petra van Kalker is opgenomen in collecties van de SBK Amsterdam, CBK Groningen en bij diverse particulieren en bedrijven. Ze exposeert geregeld in de stad Groningen en ruime omgeving. Zij is ook actief als illustrator voor tijdschriften.
- Gemeinsame Normdatei: 1049615808
- RKD-Nederlands Instituut voor Kunstgeschiedenis: 249417
- Virtual International Authority File: 307317379